# Goffredo Canarini
Goffredo Canarini (Vecchiano, 8 ottobre 1939 – Vecchiano, 19 settembre 2002) è stato un cantautore, compositore e paroliere italiano.

## Biografia
Appassionato di musica, conosce un cantante della sua regione, Aldo Caponi, in seguito famoso come Don Backy, di cui diventa chitarrista in uno dei complessi che lo accompagna nel primo periodo, gli Apache.
Entra poi nel 1963 nel gruppo di Iva Zanicchi; con l'avvento del beat incide il suo primo 45 giri, con due canzoni di protesta, che passa inosservato; i due brani comunque, Il figlio della lira e Datemi un sonnifero, si rifanno al rhythm & blues per quel che riguarda la musica, mentre i test evidenziano già alcune caratteristiche, come l'ironia e il sarcasmo, che si ritroveranno anche nella sua produzione successiva.
Si trasferisce a Milano e si dedica per un po' di tempo alla composizione, scrivendo alcune canzoni per I Giganti, tra cui molte contenute nell'album Mille idee dei Giganti, e per altri artisti come Dori Ghezzi.
Ottiene poi un buon successo con Una storia come questa (il cui testo è scritto da Miki Del Prete), canzone che viene incisa da Adriano Celentano ed inserita nell'album Er più - Storia d'amore e di coltello, pubblicato nel 1971.
Riprende quindi l'attività di cantautore, incidendo altri brani per la Joker, tra cui ...e mi piaceva, con cui partecipa a Un disco per l'estate 1972, e pubblicando il primo album.
Partecipa poi al Festival di Sanremo 1975 con la canzone Scarafaggi, un brano con un testo metaforico che non viene capito e che quindi non accede alla finale, e pubblica il suo secondo album, dopodiché continua la carriera in tono minore.
Nel 2003 le canzoni del suo primo 45 giri vengono ripubblicate su CD, in una compilation dedicata al beat pubblicata dalla Giallo Records, un anno circa dopo la scomparsa di Canarini.

## Discografia

### 33 giri
- 1973 - Ruggito d'amore (Music, LPM 2013)
- 1975 - Era brutta (Carosello, CLN 25058)

### 45 giri
- 1967: Il figlio della lira/Datemi un sonnifero (FP4, P 271)
- 1972: La ragazza sola/Bandito (Joker, M 7112)
- 1972: ...e mi piaceva/Oh, come vorrei (Joker, M 7120)
- 1975: Scarafaggi/Ruggito d'amore (Carosello, CL 20392)
- 1975 - Era brutta/Delusioni (Carosello, CL 20399)

### Compilation
- 2003: Kiss kiss...bang bang (Giallo Records, SAF 036; antologia sul beat, contiene le canzoni Il figlio della lira e Datemi un sonnifero, di Goffredo Canarini).

## Brani per altri artisti
Elenco canzoni scritte da Goffredo Canarini per altri interpreti
| Anno | Titolo                       | Autori del testo                                         | Autori della musica               | Interpreti                |
| ---- | ---------------------------- | -------------------------------------------------------- | --------------------------------- | ------------------------- |
| 1968 | Per un anno che se ne va     | Goffredo Canarini, Roberto Vecchioni e Andrea Lo Vecchio | Michele Francesio e Paolo Ferrara | Dori Ghezzi e The Play-Co |
| 1969 | Arrivano i Giganti           | Goffredo Canarini                                        | Michele Francesio                 | I Giganti                 |
| 1969 | Le stagioni del nostro amore | Goffredo Canarini                                        | Michele Francesio                 | I Giganti                 |
| 1969 | Il castello di Samuele       | Goffredo Canarini                                        | Michele Francesio                 | I Giganti                 |
| 1969 | I problemi                   | Goffredo Canarini                                        | Michele Francesio                 | I Giganti                 |
| 1969 | Notturno d'amore             | Goffredo Canarini                                        | Michele Francesio                 | I Giganti                 |
| 1969 | Una poesia che finirete voi  | Goffredo Canarini                                        | Mino Di Martino                   | I Giganti                 |
| 1969 | Vorrei cambiare il mondo     | Goffredo Canarini                                        | Michele Francesio                 | I Giganti                 |
| 1969 | Un momento d'amore           | Goffredo Canarini                                        | Michele Francesio                 | I Giganti                 |
| 1971 | Una storia come questa       | Miki Del Prete                                           | Goffredo Canarini                 | Adriano Celentano         |